# Bombardino
El bombardino o eufonio es un instrumento musical perteneciente a la familia del los  instrumentos de viento-metal, con tubería cónica y con voz en la extensión de barítono-tenor. Es un instrumento con pistones o con válvulas rotatorias. El sonido se produce por la vibración de los labios del intérprete en la parte denominada boquilla a partir de la columna del aire (flujo del aire).

## Nombre correcto y equivocaciones

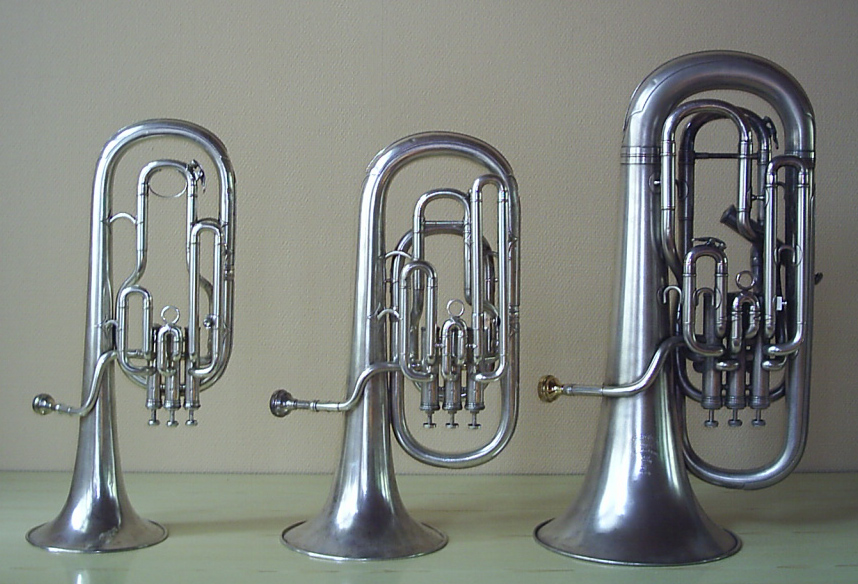
De izquierda a derecha, trompa alto, bombardino barítono y bombardino.

El término eufonio significa «sonido agradable» o «voz dulce», derivado de eu (bien, suave, tranquilo) y phonos (sonido, voz). El eufonio o bombardino posiblemente sea uno de los instrumentos menos conocidos y practicados de la música occidental.[cita requerida] En Estados Unidos, muchos de los no iniciados no reconocen el término bombardino y lo comparan con una supuesta “tuba pequeña” (Saxhorno|saxhorno tenor).
Principalmente en Estados Unidos y los países de su esfera de influencia,[cita requerida] existe una gran confusión cuando se considera que el eufonio y el eufonio barítono “son instrumentos iguales”. En realidad no lo son. Primeramente hay que aclarar que el eufonio abarca en realidad toda la familia de los metales cónicos con embocadura circular, aparte de la cual la familia de los saxhornos se caracteriza por una sucesión de tubos más bien cilíndricos. Por otra parte, hay quienes afirman que el eufonio “tiene cuatro pistones” y el barítono “tres”, pero esa también es una idea errónea, porque en ambos casos hay instrumentos con tres y cuatro pistones.[cita requerida]
Aunque el saxhorno barítono y el eufonio barítono comparten el mismo registro (o sea, abarcan exactamente el mismo número de notas en el espacio de alturas musicales), el saxhorno barítono es un poco más pequeño y, aún más importante, es de sección cilíndrica como la trompeta y el trombón, por lo que tiene un sonido más brillante. El eufonio barítono, en cambio, se caracteriza por una sección cónica que produce un timbre más suave y oscuro o aterciopelado. El compositor Gustav Holst, por ejemplo, en la primera versión impresa de su Primera suite para banda militar, usó dos pentagramas distintos para ambos instrumentos, siendo el timbre del saxhorno barítono más agresivo y el del eufonio barítono más cálido. Finalmente hay que aclarar también, que el eufonio bajo simplemente se conoce como tuba o tuba baja, históricamente afinada en Mi bemol y Si bemol, aunque actualmente se lee como si estuviera en Do.
El llamado “barítono norteamericano”, con tres pistones de acción frontal y con campana hacia el frente era predominante en las bandas estadounidenses. Aunque el instrumento era en realidad un híbrido entre tubería cónica-cilíndrica, no era ni un saxhorno barítono ni menos aún un eufonio. Aun así, era rotulado como barítono por muchos autores y directores; esta es probablemente la principal causa de la confusión entre eufonio y barítono. Hay que recordar, por último, que en el último tercio del siglo XIX, en Estados Unidos se patentaron muchos híbridos inventados para intentar mejorar o resolver distintos problemas mecánicos con este tipo de instrumentos, pero solamente el sousafón o sousáfono tuvo éxito y todavía se conserva en la mayoría de las bandas estadounidenses, así como en la banda norteña de México, donde el saxhorno recibió la denominación popular y genérica de "charcheta" (por la dificultad de pronunciar la palabra 'saxhorn' en español) y donde la familia del eufonio es bastante menos común.

## Historia y desarrollo

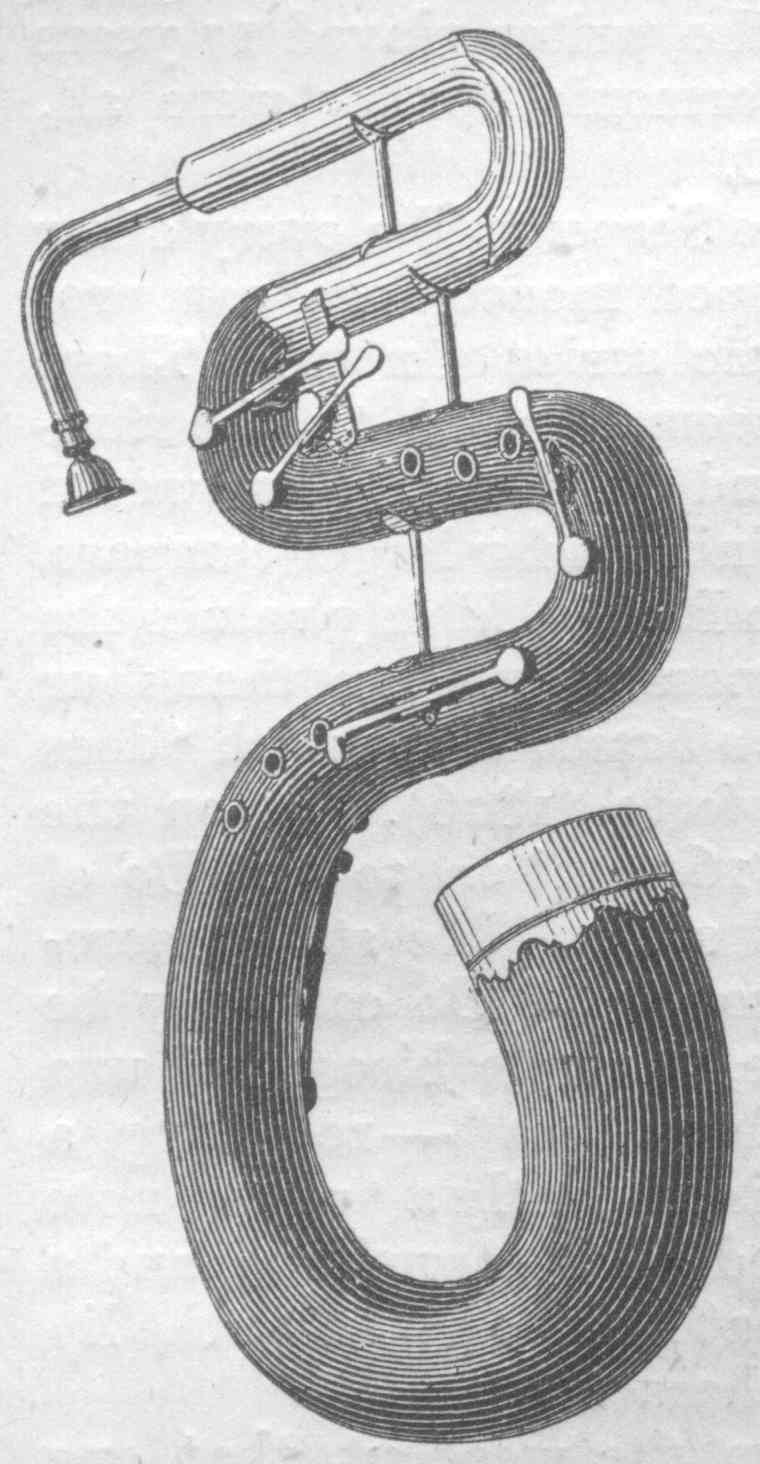
El serpentón, el ancestro más antiguo de todos los instrumentos de metal bajos.

Como instrumento de metal con voz de barítono, el bombardino remonta su ascendencia al oficleide y, en última instancia, al serpentón. La búsqueda de un instrumento de viento fundacional satisfactorio que pudiera soportar un sonido masivo por encima de su tono llevó muchos años. Aunque el serpentón se utilizó durante más de dos siglos, desde finales del Renacimiento, era notoriamente difícil controlar su afinación y calidad de tono debido a sus agujeros de dedos abiertos desproporcionadamente pequeños. El ophicleide, que se utilizó en bandas y orquestas durante unas décadas a principios y mediados del siglo XIX, utilizaba un sistema de llaves y era una mejora respecto al serpentón, pero seguía siendo poco fiable, especialmente en el registro agudo.
Con la invención del sistema de válvulas de pistón c. 1818, se hizo posible la construcción de instrumentos de metal con un sonido uniforme y facilidad para tocar en todos los registros. Se dice que el bombardino fue inventado, como una "corneta de gran calibre y con válvulas de rango barítono", por Ferdinand Sommer de Weimar en 1843, aunque también se ha atribuido el mérito a Carl Moritz en 1838 y a Adolphe Sax en 1843. Aunque la familia de saxhorn de Sax se inventó más o menos al mismo tiempo y el saxhorn bajo es muy similar a un bombardino, también hay diferencias -como que el saxhorn bajo es más estrecho en toda la longitud del instrumento-.
El bombardino compensador «estilo británico» fue desarrollado en 1874 por David Blaikley, de Boosey & Co, y ha estado en uso en Gran Bretaña desde entonces, con la construcción básica poco cambiada. 
Los fabricantes de bombardinos modernos han trabajado para mejorar aún más la construcción del instrumento. Empresas como Adams y Besson han liderado el camino en ese sentido. Los bombardinos Adams han desarrollado un receptor ajustable para la pipa de plomo, que permite a los músicos cambiar el timbre del instrumento a lo que consideren preferible. A Besson se le atribuye la introducción de un gatillo de afinación principal ajustable, que permite a los músicos más flexibilidad con la entonación.

## Construcción y características generales
El bombardino es un instrumento transpositor afinado en si♭, es decir, al no presionar ningún pistón, el instrumento producirá parciales de la serie de armónicos de si♭. 
En el Reino Unido, algunos países de América Latina y Norteamérica, la música para el instrumento se escribe en clave de fa y sin transposición, pero en la música para bandas de concierto o bandas sinfónicas, es común que las partes para bombardino se escriban transpuestas en si♭ y en clave de sol, el sonido real resulta entonces una novena mayor más abajo que la nota escrita. 
En las bandas de tradición de Europa continental, las partes para bombardino están a veces escritas en clave de fa pero escritas para un instrumento transpositor en si♭. 
Los modelos profesionales incluyen un juego de tres pistones de acción superior más un cuarto pistón, comúnmente situado a mitad de camino hacia abajo en la tercera bomba de afinación. Los modelos para principiantes sólo tienen tres pistones y los modelos intermedios para estudiantes poseen cuatro de acción superior.
El bombardino tiene un registro extenso; las notas más graves obtenibles dependen del juego de pistones que posea el instrumento. Todos los instrumentos llegan bien hasta mi grave en la línea adicional bajo el pentagrama en clave de fa, pero los instrumentos de cuatro pistones alcanzan hasta do en segunda línea adicional bajo el pentagrama en clave de fa. Los instrumentos sin sistema de compensación adolecen de problemas de afinación desde el mi♭ descendiendo hasta el do. Los instrumentos con sistema de compensación no presentan estos problemas y llegan hasta un si natural bajo el pentagrama. En comparación con otros instrumentos de la familia de los metales, el bombardino emite las notas del entre el si♭ bajo la clave de fa en adelante. La nota más grave producida en los instrumentos con sistema de compensación es BBB, seis líneas debajo la clave de fa.
Como los demás instrumentos de tubería cónica, el fliscorno, la trompa y la tuba, la sección del bombardino incrementa gradualmente de diámetro, resultando un sonido más suave y aterciopelado, comparado con el de otros instrumentos de sección cilíndrica como la trompeta o el trombón.
La digitación en el bombardino es la misma que la de la trompeta o la de la tuba. Comparados con los otros instrumentistas de la familia del metal, los eufonistas principiantes pueden encontrar problemas con la afinación y la respuesta. Además, para los estudiantes, principalmente los de secundaria, es muy difícil desarrollar el sonido rico característico del eufonio, en parte debido a los modelos de estudio que se usan en las escuelas.

## Historia y desarrollo
El ancestro del bombardino es el oficleido y últimamente hacia atrás, está el serpentón. La búsqueda de un instrumento de viento satisfactoriamente funcional que pudiera apoyar las masas de sonido tomó un poco de tiempo; mientras que el serpentón era usado por dos siglos, al final del Renacimiento, era notoriamente difícil mantener su afinación y calidad de sonido. El oficleido, que era usado en bandas y orquestas por unas cuantas décadas, usaba un sistema de llaves que lo hacían un paso adelante del serpentón pero no era bueno en el registro agudo.
Con la invención del sistema de pistones alrededor de 1818, las construcciones de instrumentos de viento metal con una facilidad para ser tocados aumentó. El bombardino se dice que fue inventado como "un bugle de tubería ancha en el rango barítono" por Ferdinand Sommer de Weimar en 1843, pero también se le acredita a Carl Moritz en 1838 y a Adolphe Sax en 1843.  Aunque la familia de los saxhornos o saxcornos de Sax fueron inventados al mismo tiempo y que el saxhorno bajo se parecía mucho al bombardino, eran construidos de manera diferente. Los saxhornos eran de tubería cilíndrica.  
El eufonio al “estilo británico” con compensación fue desarrollado por David Blaikley en 1874 y ha estado en uso en Gran Bretaña desde entonces sin cambiar demasiado en su construcción.

## Tipos

### Compensado
El bombardino compensado es común entre los profesionales. Utiliza un sistema de tres más una válvula con tres válvulas verticales y una válvula lateral. El sistema de válvulas compensadoras utiliza tubos adicionales, que generalmente salen de la parte posterior de las tres válvulas verticales, para lograr la entonación adecuada en el rango más bajo del instrumento. Este rango va desde E2 hasta B♭1. No todos los bombardinos de cuatro válvulas y de tres más una válvula compensan. Solo los diseñados con tubería adicional están compensando. Hubo, en un momento, bombardinos de compensación de tres válvulas disponibles. Esta configuración utilizó tubos adicionales, tal como lo hicieron los modelos de compensación tres más uno, para afinar las notas C2 y B1. Esta configuración de compensación de tres válvulas todavía está disponible en trompetas de barítono de estilo británico, generalmente en modelos profesionales.

### Doble-campana
Una creación única de los Estados Unidos fue el  eufonio de doble campana, que además de la campana principal contaba con una campana más pequeña adicional; ele ejecutante podía intercambiar campanas durante ciertos pasajes o aún para notas individuales mediante el uso de una válvula adicional, operada con la mano izquierda. Aparentemente, la campana más pequeña pretendía emular el sonido de un trombón (tenía un diámetro cilíndrico) y posiblemente estaba pensada para situaciones de actuación en las que no se disponía de trombones. Sin embargo, se discute hasta qué punto la diferencia de sonido y timbre era evidente para el oyente. Michele Raffayolo, de la banda Patrick S. Gilmore, introdujo el instrumento en los Estados Unidos en 1880, y se utilizó ampliamente en las bandas escolares y de servicio durante varias décadas. Harold Brasch (ver "Lista de intérpretes importantes" más abajo) introdujo el bombardino compensado de estilo británico en los Estados Unidos hacia 1939, pero el bombardino de doble banda puede haber seguido siendo de uso común incluso en las décadas de 1950 y 1960. En cualquier caso, se han vuelto raros (aparecieron por última vez en los anuncios de Conn en la década de 1940, y en el catálogo de King en la década de 1960), y son generalmente desconocidos para los músicos más jóvenes. Son principalmente conocidos ahora por su mención en la canción "Setenta y seis trombones" del musical El hombre de la música de Meredith Willson.

### Marcha
Los bombardinos de marcha se utilizan en bandas de música y en Cuerpos de tambores y cornetas. Normalmente, en un cuerpo de tambores, habrá dos partes de barítono y una de bombardino, siendo el bombardino el que toca las partes más bajas comparativamente. Algunos cuerpos (como el Blue Devils) marchan con secciones totalmente de bombardino en lugar de marchar sólo con barítono o una mezcla de ambos. En las bandas de música de las escuelas secundarias, los dos se utilizan a menudo indistintamente.
Dependiendo del fabricante, el peso de estos instrumentos puede ser agotador para el marchista promedio y requiere gran fuerza para sostenerlos durante las prácticas y actuaciones, lo que lleva a problemas nerviosos en el meñique derecho, un callo en la mano izquierda, y posiblemente problemas de espalda y brazo. Los bombardinos de marcha y los barítonos de marcha suelen tener 3 válvulas, a diferencia del bombardino normal que tiene 4.
Otra forma de bombardino de marcha es el bombardino convertible. De reciente producción, este cuerno se asemeja a una tuba convertible, pudiendo cambiar de una campana vertical de concierto a una campana delantera de marcha en el hombro izquierdo o derecho. Son producidos principalmente por Jupiter o Yamaha, pero se pueden encontrar otras versiones más económicas.

### Cinco válvulas
El bombardino de cinco válvulas (sin compensación) es una variante extremadamente rara del bombardino fabricada a finales del siglo XIX y principios del XX por la empresa británica de instrumentos musicales Besson y la Highams of Manchester Musical Instrument Company. 
El bombardino de cinco válvulas de Higham y Besson era económico pero no muy utilizado.

## Uso del bombardino
El bombardino es un instrumento típico de banda de música de viento más que orquestal. No es considerado miembro del quinteto de metal pero es invitado como solista, inclusive en algunos grupos de jazz. Por esto, su versatilidad y el parecido en timbre y rol al instrumento de cuerda, es llamado «cello de la banda» o «rey de los instrumentos de banda».
La literatura internacional para banda de viento suele contar con un primer y un segundo bombardino. Las partes se tocan en solitario en las formaciones más pequeñas y a coro en las más grandes. En Alemania, Austria y República Checa el bombardino está menos extendido, ya que aquí se utilizan tradicionalmente trompas ovaladas con válvulas rotativas como la trompa barítono. Sin embargo, el bombardino también se está extendiendo en estos países, especialmente en el ámbito de la música sinfónica y tradicional de viento, principalmente porque el bombardino forma parte de la instrumentación estándar de la clase de viento. Las partes escritas para trompa barítono también se pueden tocar en el bombardino.
En la banda de música, especialmente extendida en los países anglosajones, y en las orquestas de fanfarrias comunes en los Países Bajos, Bélgica, Francia y Suiza, se utilizan de forma estándar 2 trompas barítonas y 2 bombardinos.
En la gama sinfónica, el bombardino se utiliza como solista, si es que lo hace. En las obras de finales del siglo XIX y principios del XX se encuentran a veces partes marcadas como "tuba" pero ajustadas muy alto para la tuba baja actual. A menudo no está claro si el compositor tenía en mente una tuba tenor, una tuba Wagner, un saxhorn u otro instrumento que quizá ya no esté en uso. Hoy en día, estas partes suelen ser interpretadas por un bombardino. El bombardino también se utiliza en el ámbito sinfónico en lugar de la trompa tenor o el barítono.
Ejemplos de obras en las que se utiliza un bombardino
- Gustav Holst, «Marte», «Júpiter» y «Neptuno» de la suite orquestal Los planetas
- Leoš Janáček, Sinfonietta
- Gustav Mahler, 7ª Sinfonía (en realidad para trompa tenor)
- Richard Strauss, La vida de un héroe y Don Quijote
- Dmitri Shostakóvich, música de ballet La edad de oro
- Ígor Stravinski, El pájaro de fuego
- Luigi Nono, Prometeo (Tre voci a)

Los bombardinos tienen regularmente partes extremadamente importantes en las marchas como las de John Philip Sousa. Es encontrado en las bandas de marcha, pero últimamente está siendo reemplazado por su primo más fácil de cargar: el barítono de marcha. Otro grupo importante en el que hay bombardinos es el cuarteto de tubas-bombardino. El eufonio es también  un instrumento indispensable de la banda sinfónica y otras bandas de concierto.
Aunque el bombardino no es un instrumento orquestal, hay partes en las que un invitado toca partes en el eufonio, principalmente las de tuba tenor, figle, o trompeta baja. Dentro de las piezas originales para el instrumento, se puede mencionar Fantasia de Gordon Jacob, Concerto de Joseph Horovitz, Cuatro Diálogos de Samuel Adler, Concerto per Flicorno Basso de Amilcare Ponchielli, entre otros. En las audiciones para banda son frecuentes las partes de Roman Carnival Overture de Hector Berlioz (trans. Godfrey), Second Suite in F de Gustav Holst, Festive Overture de Dmitri Shostakovich (trans. Hunsberger), Stars and Stripes Forever de John Philip Sousa, etc.
Otra literatura incluye conciertos escritos originalmente para violonchelo. El ragtime de, entre otros, Scott Joplin también se toca a menudo con el bombardino. El bombardino a veces toca la parte del trombón en algunas piezas musicales.
Un ejemplo interesante del jazz, o hard bop, es el álbum "Ready for Freddie" de Freddie Hubbard. Aquí Bernard McKinney toca el bombardino.